# Funicolare di Salsomaggiore
La funicolare di Salsomaggiore, altrimenti nota come funicolare Ferretti, fu un impianto di risalita realizzato a scopi turistici che ebbe vita breve: inaugurata nel 1898, la sua soppressione risale al 1912.
Progettata da un noto costruttore di impianti di questo tipo, la funicolare recava i turisti in arrivo alla località termale, allora collegata mediante la tranvia Borgo San Donnino-Salsomaggiore, fino a villa Paradiso, un albergo-ristorante posto sul monte Cucco.

## Storia

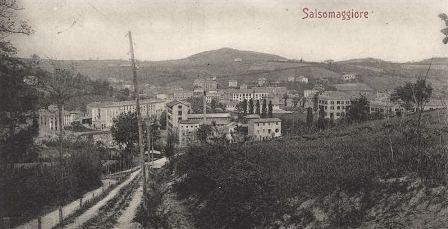
Panorama di Salsomaggiore con il binario della funicolare

Nel 1890 il tenore Gaetano Ortisi si fece costruire una villa sul monte Cucco, posto fra Salsomaggiore e la frazione Tabiano Terme; la stessa fu in seguito trasformata in chalet quale "luogo di ritrovo" a cura del nuovo proprietario, la ditta Campari & C. e rinominata villa Paradiso. Tale villa sorgeva ad oltre un centinaio di metri di altitudine, in posizione panoramica, e risultava fino ad allora raggiungibile attraverso "un ombreggiato, ma ripido e faticoso sentiero"..
Per agevolare l'afflusso di visitatori l'ingegner Alessandro Ferretti ottenne la concessione per la progettazione e l'esercizio di una ferrovia a trazione funicolare per il collegamento con la villa che avrebbe avuto origine a partire dai giardini Romagnosi, i quali sorgevano presso le "Grandiose Terme Magnaghi", inaugurate nel 1895.
Ferretti sfruttò le competenze già maturate nella progettazione di analoghi impianti di Mondovì, Bergamo, Orvieto, Ortona-mare, Sorrento e Monte dei Cappuccini (Torino); nelle sue intenzioni, il progetto avrebbe dovuto essere completato al fine di collegare Salsomaggiore con Tabiano per mezzo di un'infrastruttura di cui la tratta fino a villa Paradiso doveva rappresentare il tratto. La mancata realizzazione di tale prolungamento portò ad assimilare quella di Salsomaggiore all'analoga soluzione che lo stesso Ferretti aveva conseguito con la costruzione della funicolare di Montecatini Terme.
Ottenuta l'autorizzazione ed avviati i relativi lavori, la funicolare fu aperta nel 1898.
A causa di sopravvenute difficoltà finanziarie che avevano colpito la società di gestione, l'impianto fu chiuso nel 1912, a favore della trazione termica: il tracciato fu riadattato per il transito degli omnibus-automobili.

## Caratteristiche
Lungo complessivamente 700 metri, l'impianto era costituito dal classico sistema funicolare "a va e vieni" con due vetture che si incrociavano al centro del percorso, superando una pendenza compresa fra il 10 e il 20%.
Il binario era costruito a scartamento metrico e la circolazione nei due sensi avveniva con una corsa ogni cinque minuti; le due vetture potevano trasportare 15-20 passeggeri ciascuna. La sicurezza dell'impianto era garantita dal "sistema Ferretti", consistente in un freno automatico che si azionava in caso di rottura della fune traente e in un regolatore automatico della velocità a forza centrifuga.